# Peroxisoomproliferatorgeactiveerde receptor
De peroxisoomproliferatorgeactiveerde receptoren (PPAR) zijn een groep van nucleaire receptoreiwitten die als transcriptiefactoren de expressie van bepaalde genen reguleren. PPAR speelt een essentiële rol bij de celdifferentiatie, ontwikkeling en metabolisme van hogere organismen.

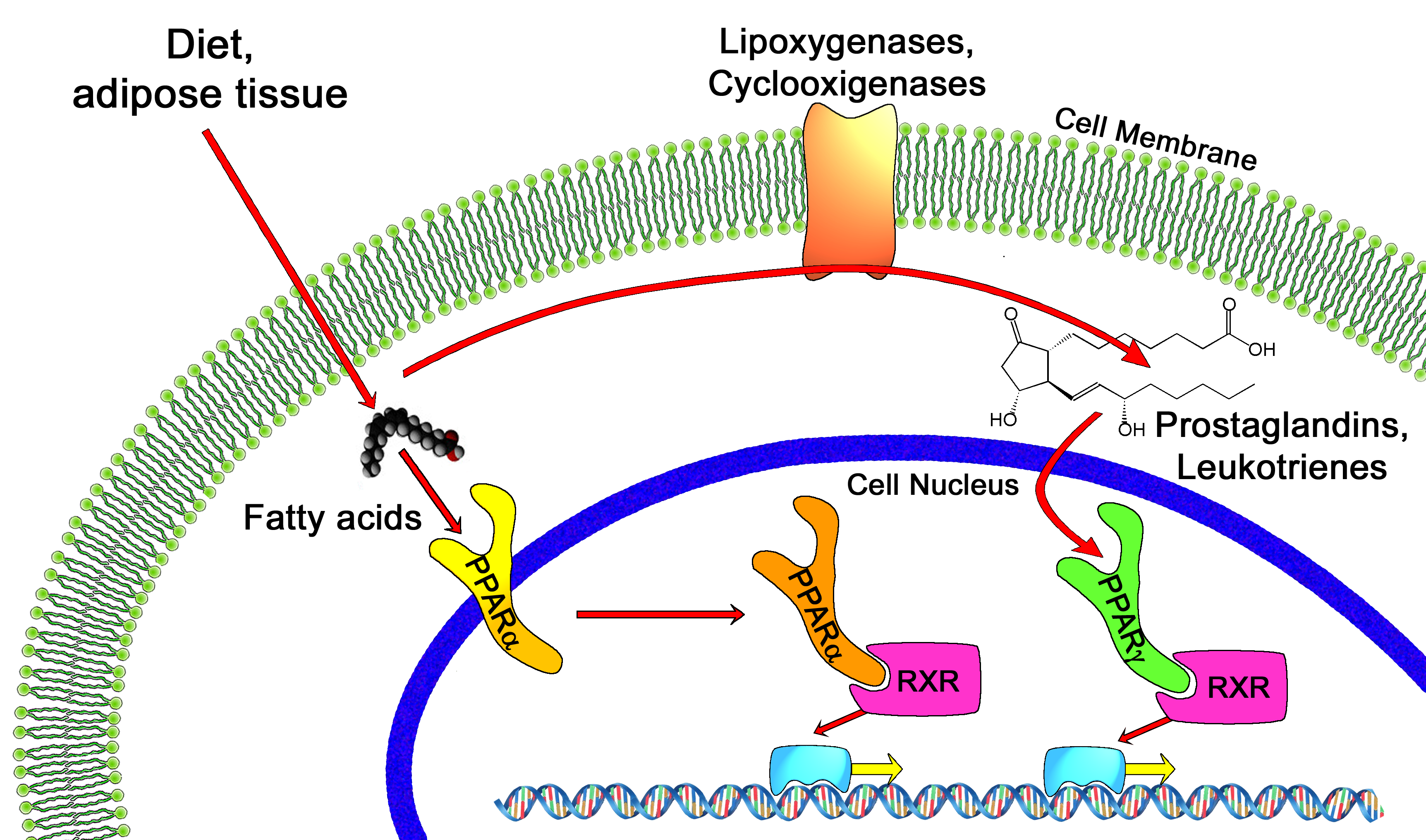
PPAR -alfa en -gamma signaalketen.

## Nomenclatuur en verspreiding
Drie types PPAR zijn geïdentificeerd: alfa, gamma en delta:
- α (alfa) - in de lever, nieren, hart, spieren, vetweefsel en andere;
- β/δ (beta/delta) - in verscheidene weefsels, maar voornamelijk in de hersenen, vetweefsel en de huid
- γ (gamma) - PPARγ bestaat in drie isovormen die door hetzelfde gen gecodeerd worden (omwille van het alternative splicing mechanisme):
  - γ1 - in bijna alle weefsels, met inbegrip van het hart, spieren, de dikke darm, de nieren, pancreas, en de milt
  - γ2 - voornamelijk in vetweefsel (30 aminozuren langer)
  - γ3 - voornamelijk in macrofagen, de dikke darm, en vetweefsel.

## Functie
Alle PPAR-eiwitten vormen een heterodimeer met de retinoid x receptor (RXR) en binden aan specifieke DNA regio's van de doelgenen. Deze DNA-sequenties worden PPRE (peroxisoom proliferator hormoon respons element) genoemd. De consensussequentie is GGTCAXAGGTCA (X is een willekeurig nucleotide). Over het algemeen komt deze sequentie voor in de promotorregio van een gen. Wanneer de PPAR-ligand aan PPAR bindt wordt de transcriptie van de doelgenen verhoogd of verlaagd, afhankelijk van het gen. De RXR vormt eveneens een heterodimeer met een aantal andere receptoren (bijvoorbeeld de vitamine D en de schildklierhormoonreceptor).
De functie van PPAR wordt gemedieerd door de exacte vorm van hun ligandbindend domein. Hiervoor zijn een aantal coactivatoren en corepressoren belangrijk. Hun aanwezigheid kan respectievelijk de receptorfunctie stimuleren of inhiberen.
Endogene liganden voor PPAR zijn vrije vetzuren en eicosanoiden. PPARγ wordt geactiveerd door PGJ2 (een prostaglandine). PPARα wordt geactiveerd door leukotriene B4.

## Genetica
De drie types PPAR worden door verschillende genen gecodeerd:
- PPARα - chromosoom 22q12-13.1 (OMIM 170998)
- PPARβ/δ - chromosoom 6p21.2-21.1 (OMIM 600409)
- PPARγ - chromosoom 3p25 (OMIM 601487).

Erfelijke aandoeningen met betrekking tot alle drie de types zijn beschreven. Over het algemeen verliest PPAR zijn werking wat leidt tot lipodystrofie, insulineresistentie en/of acanthosis nigricans. Van PPARγ is er een gain-of-function mutatie beschreven (Pro12Ala) dewelke het risico op insuline resistentie doet afnemen; de prevalentie hiervan is relatief groot (allelfrequentie 0,03 - 0,12) in sommige populaties. Daarentegen is pro115gln geassocieerd met obesitas. Andere polymorfismen hebben een hoge incidentie in populaties met een hoge body mass index.